# Гордон (вулкан)
Гордон — вулкан, расположенный на Аляске, США.
Представляет собой вершину состоящей из шлаковых конусов, наивысшая точка которой находится на высоте 2755 м. Расположен между горой Друм и ледником Набесна_. Вулкан образовался в плейстоцене — голоцене. Относится к горам Врангеля. Большинство конусов представляет собой высоты не более 100 метров, диаметр наибольшего составляет 625 метров, комплекс занимает территорию 5 км. Состоит преимущественно из базальтовых и лавовых потоков тефры. Так как шлаковый конус покрыт льдом, то точный возраст вулкан неизвестен.